# Elpis (czasopismo 1926–1939)
Elpis. Prace profesorów Studium Teologii Prawosławnej Uniwersytetu Warszawskiego – prawosławne czasopismo teologiczne wydawane w Warszawie w latach 1926–1939. Powstało z inicjatywy metropolity Dionizego. Pismo miało na celu publikacje prac profesorów Studium Teologii Prawosławnej UW. Ukazywało się jako rocznik, od 1932 półrocznik. Wydawcą był Synod Kościoła Prawosławnego w Polsce z zasiłku Ministerstwa Wyznań Religijnych i Oświecenia Publicznego. Do roku 1935 zamieszczało artykuły w języku polskim, ukraińskim i rosyjskim, od 1935 wyłącznie w języku polskim. 